# Michel Maas
Michel Maas, (Roermond, 1954), is een Nederlandse journalist die werkt voor de Volkskrant en de NOS. 
Na het gymnasium B aan het Bisschoppelijk College Roermond studeerde Maas Filosofie aan de Universiteit van Amsterdam. In 1986 werd hij redacteur bij de Volkskrant. In 1996 vestigde hij zich als Oost-Europa-correspondent in Boedapest en deed verslag van de oorlog in Kosovo. Na vanaf 2001 achttien jaar in Indonesië te hebben gewoond als correspondent Zuidoost-Azië voor de NOS en de Volkskrant keerde hij in 2019 terug naar Nederland.
Als literair verslaggever sprak Maas met schrijvers als A.F.Th. van der Heijden, W.F. Hermans en Hugo Claus. Ook sprak hij met de Nobelprijswinnaars Derek Walcott en Seamus Heaney. 

## Schrijver
In 1994 verscheen zijn debuutroman De Vleugels van Lieu Hanh. De autobiografische roman beschrijft een reis door Vietnam door een oorlogsverslaafde man die voortdurend risico's blijft opzoeken. Zijn Oost-Europese reportages verschenen gebundeld als Kosovo: Verslag van een oorlog.
In 2010 haalde hij zelf het nieuws omdat hij tijdens een radio-uitzending bij de ontruiming van een protestkamp in Bangkok werd beschoten. 
Sinds 2000 is hij bestuurslid van schrijversvereniging PEN Nederland.

## Erkenning
Maas kreeg in 1996 de Geertjan Lubberhuizenprijs. Hij kreeg dit voor De Vleugels van Lieu Hanh als beste literair debuut.  In 2000 ontving hij de Prijs voor de Dagbladjournalistiek voor Kosovo, verslag van een oorlog.